# Rijad Sadiku
Rijad Sadiku (Sarajevo, 18 gennaio 2000) è un calciatore bosniaco, difensore del Botoșani.

## Carriera

### Club
Il 19 agosto 2022 viene acquistato a titolo definitivo dalla squadra rumena del Botoșani.